# Liste der Fluggesellschaften in Tunesien
Dieser Artikel listet die Fluggesellschaften in Tunesien.

## Erklärungen

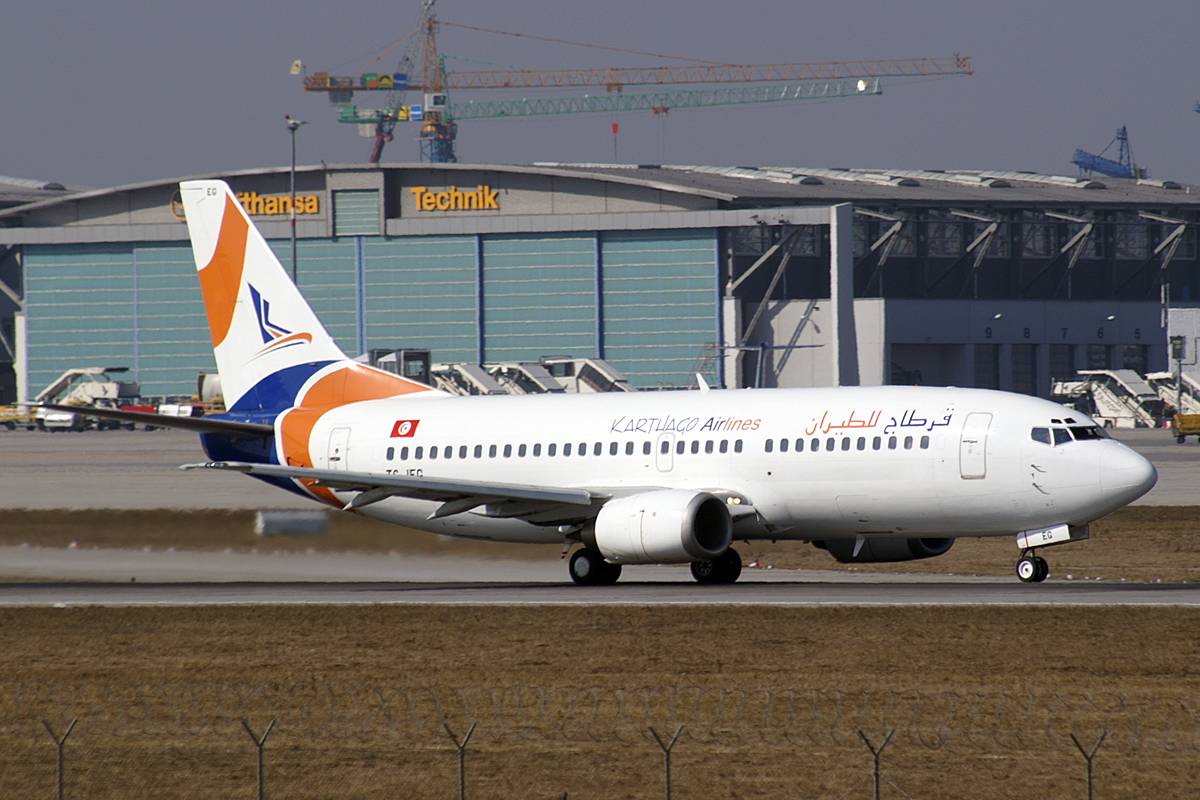
Boeing 737-300 der ehemaligen Karthago Airlines

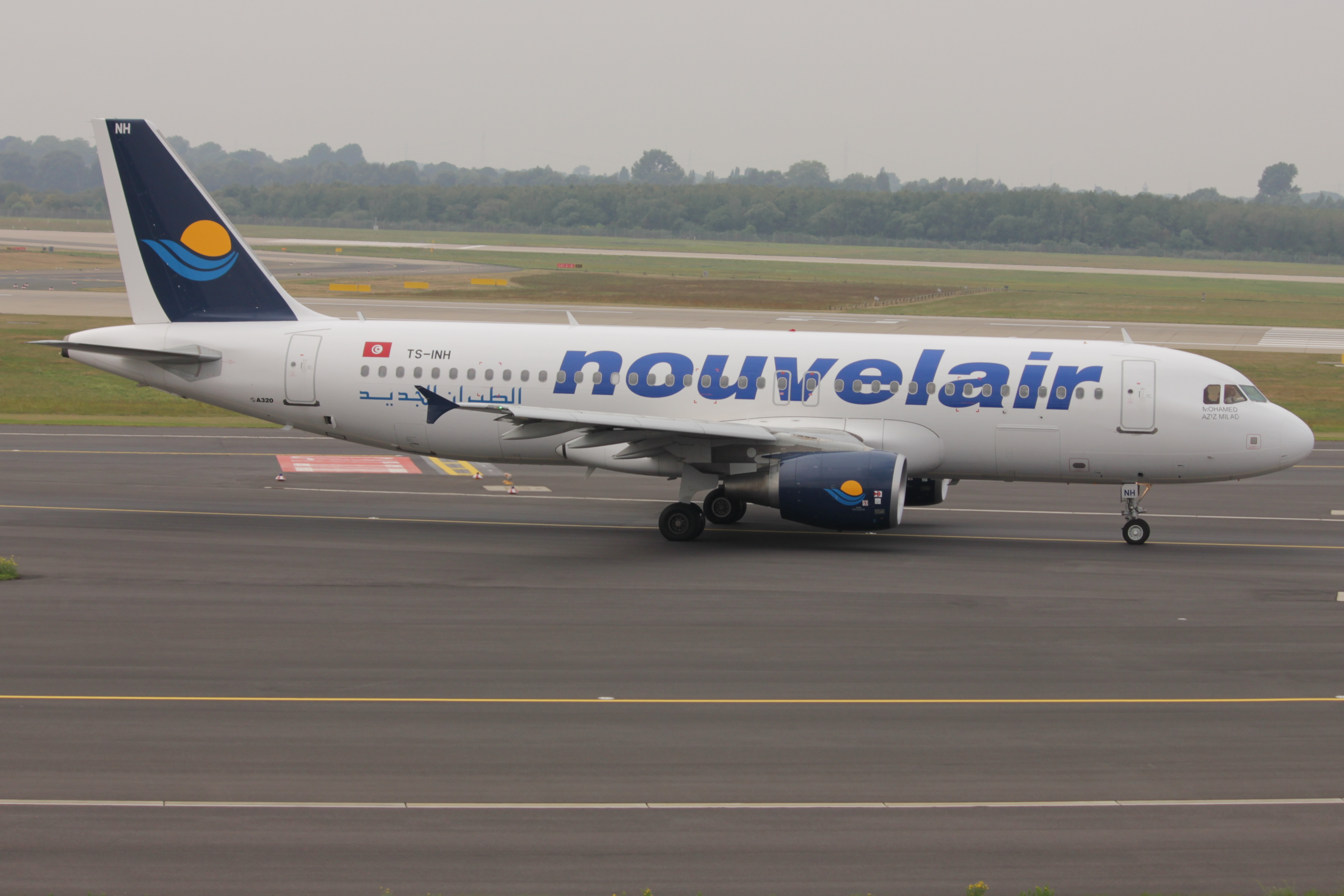
Airbus A320 der Nouvelair

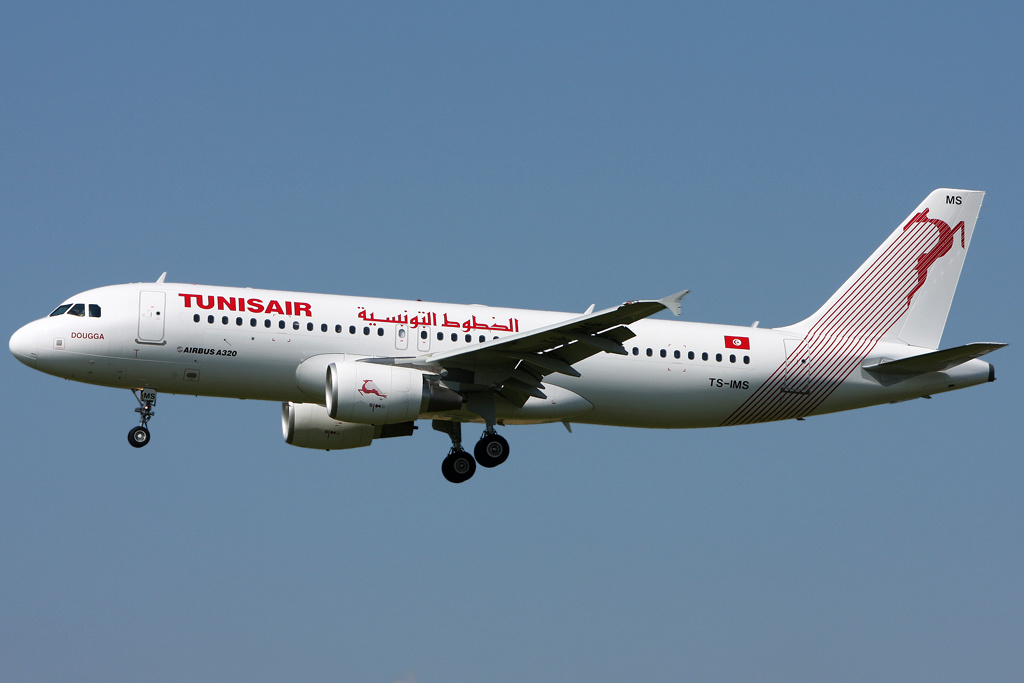
Airbus A320-200 der Tunisair

- P: „normale“ Passagierfluggesellschaft mit Linienflügen
- B: Billigfluggesellschaft
- T: Transportfluggesellschaft
- R: führt Regierungsflüge durch
- C: Charterflüge
- A: Ambulance Flüge
- I: ausschließlich Inlandsflüge

| Fluggesellschaft  | IATA | ICAO | Rufzeichen | Bemerkungen                         |
| ----------------- | ---- | ---- | ---------- | ----------------------------------- |
| Karthago Airlines | 5R   | KAJ  | KARTHAGO   | P, aufgegangen in Nouvelair Tunisie |
| Nouvelair Tunisie | BJ   | LBT  | NOUVELAIR  | P                                   |
| Syphax Airlines   | FS   | SYA  | SYPHAXAIR  | P                                   |
| Tunisair          | TU   | TAR  | TUNAIR     | P                                   |
| Tunisair Express  | UG   | TUX  | TUNEXPRESS | P                                   |
| Tunisavia         | –    | TAJ  | TUNISAVIA  | C                                   |